# Bill Harris (gitarist)
William 'Guitar' 'Bill' Harris (Nashville (North Carolina), 14 april 1925 - Washington, D.C., 6 december 1988) was een Amerikaanse jazz-, blues- en rhythm & blues-gitarist.

## Biografie
Harris vervulde tijdens de Tweede Wereldoorlog zijn militaire dienst in het leger. Hij studeerde gitaar in Washington, D.C., werkte daarna kort aan Columbia School of Music en was van 1951 tot 1958 gitarist in de zanggroep The Clovers. In de jaren erna kwam van hem bij platenlabels als EmArcy, Wing Records en VSOP een reeks solo-LP's uit, zoals het in de New Yorkse jazzclub The Village Gate opgenomen album The Fabulous Bill Harris en de plaat The Definitive Black & Blue Sessions: Down in the Alley (1972). Harris’ Great Guitar Sounds, dat in 1960 verscheen, wordt beschouwd als het eerste solo-gitaaralbum in de jazz. In de jazz speelde hij tussen 1956 en 1986 mee op 15 opnamesessies. Harris, die jarenlang in Washington DC woonde, had daar in de jaren 70 de nachtclub The Pig Foot en een kunstgalerie.

## Discografie (selectie)
- The Blues-Soul Of Bill Harris (1956)
- The Harris Touch (EmArcy, 1957), met Hank Jones
- Great Guitar Sounds (Mercury Records/Wing, 1959)
- Caught in the Act (Wing Records, 1962)
- Bill Harris in Paris Live! Alone! (Jazz Guitar, 1974)